# サイエンスコ
サイエンスコ (英: Syensqo N.V.) は、ベルギー・ブリュッセルに本社を置く精密化学会社。電気自動車用特殊ポリマー、航空宇宙用軽量素材、消費財用バイオ原料溶剤および界面活性剤などの分野で大手サプライヤーの位置を占有率とする企業として、ユーロネクスト・ブリュッセルとユーロネクスト・パリに株式を上場している（Euronext: SYENS ）。

## 沿革
- 2023年 ~ : ソルベイからのスピンオフにより設立[2]。2023年以前のソルベイの日本事業に関しては、ソルベイジャパン株式会社、ソルベイスペシャルティポリマーズジャパン株式会社、ソルベイ日華株式会社はサイエンスコの系列となり、日本ソルベイ株式会社、ソルベイ・スペシャルケム・ジャパン株式会社はソルベイの系列企業となった。

## 日本での事業
以下の3法人がある。
- ソルベイジャパン株式会社（サイエンスコ100％）
- ソルベイスペシャルティポリマーズジャパン株式会社（Solvay Specialty Polymers Italy S.p.A100％）- 高機能性プラスチック分野に特化。
- ソルベイ日華株式会社（ソルベイジャパン60％、日華化学40％）- シャンプーなどのパーソナルケア製品や工業製品、農薬製剤を対象とする化学品の販売を行う。